# Věra Pospíšilová-Cechlová
Věra Pospíšilová-Cechlová (prononcé [ˈvjɛra ˈpospiːʃɪlovaː ˈtsɛxlovaː]) (née le 19 novembre 1978 à Litoměřice) est une athlète tchèque, spécialiste du lancer du disque (et également du lancer de poids).
En 2005, elle remporte la médaille de bronze des Championnats du monde d'Helsinki grâce à un lancer mesuré à 63,19 m. 
Sa meilleure performance est de 67,71 m, réalisée le 6 juillet 2003 lors du meeting de Réthymnon.
En mai 2013, le CIO lui attribue la médaille de bronze des Jeux olympiques d'été de 2004, Iryna Yatchanka étant destituée en décembre 2012 à la suite de tests antidopage positifs,.

## Palmarès
- Jeux olympiques d'été de 2004 à Athènes :
  -  Médaille de bronze du lancer du disque

- Championnats du monde d'athlétisme de 2005 à Helsinki :
  -  Médaille de bronze du lancer du disque